# Mostafa Chamran

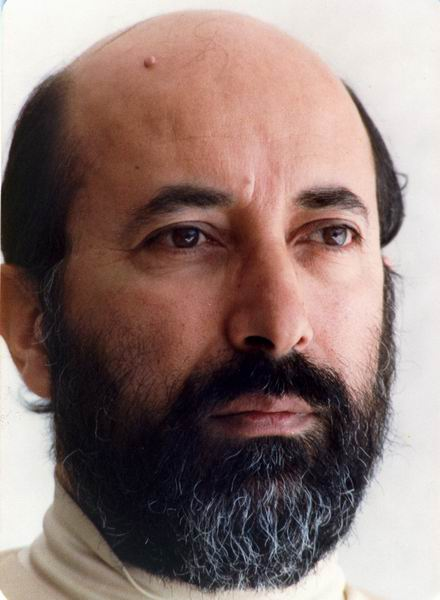
Mostafa Chamran

Mostafa Chamran, född 8 mars 1932 i Teheran, Persien, död 20 juni 1981, var en iransk politiker, islamist och fysiker som var Irans första försvarsminister efter islamiska revolutionen. Han var även ledamot i parlamentet samt befälhavare för paramilitära frivilliga i Iran-Irakkriget. Han dödades i kriget. Chamran var också med och grundade Amalrörelsen i södra Libanon.

## Uppväxt och utbildning
Mostafa Chamran föddes i Teheran 1932. Vid 15 års ålder var han aktiv i islamiska kretsar och deltog i ayatolla Mahmoud Taleghanis föreläsningar om Tafsir. Han studerade även logik och filosofi under ayatolla Morteza Motahhari. Hans studietalanger gav honom ett stipendium för att studera i USA. Där läste han i 14 år fram till sin magisteruppsats vid Texas A&M University och fortsatte sedan med en doktorsavhandling inom elektronik och plasmafysik vid University of California, Berkeley. 
På 1960-talet arbetade Chamran på Bell Labs och vid Nasas Jet Propulsion Laboratory med satellit- och radarteknik. Förutom persiska talade han även flytande arabiska, engelska, franska och tyska.

## Politiska aktiviteter
Chamran blev på 1960-talet medlem av Iranska frihetsrörelsen som leddes av Mehdi Bazargan. Han tillhörde tillsammans med Ebrahim Yazdi, Sadegh Ghotbzadeh och Ali Shariati organisationens radikala gren.
Efter sin examen reste Chamran till Kuba för att få militär utbildning. I december 1963 reste han tillsammans med Ghotbzadeh och Yazdi från USA till Egypten, där han utbildade sig i gerillakrigföring. De mötte de egyptiska myndigheterna och bildade en anti-Shah-organisation som kallades SAMA ("särskild organisation för enighet och handling"). Chamran valdes som dess militära ledare. Vid sin återkomst till USA 1965 grundade Chamran gruppen Röd Shiism i San José i Kalifornien med syfte att utbilda militanta aktivister. Hans bror Mehdi var också med i gruppen. År 1968 grundade han en annan grupp, The Muslim Student Association of America (MSA), som senare leddes av Ebrahim Yazdi. Gruppen lyckades etablera underavdelningar även i Storbritannien och Frankrike.
År 1971 lämnade Chamran USA och reste till Libanon där han anslöt sig till PLO och Amalrörelsen. Han blev en av ledarna och grundarna i den islamiska revolutionära rörelsen i Mellanöstern. Chamran organiserade och utbildade gerillasoldater och revolutionärer i Algeriet, Egypten och Syrien. Under inbördeskriget i Libanon samarbetade han aktivt med Musa al-Sadr, grundare av Amalrörelsen, och sägs ha varit al-Sadrs "högra hand".
Vid den iranska islamiska revolutionen 1979 återvände Chamran till Iran. Han tjänstgjorde som vice premiärminister i Mehdi Bazargans interimsregering. Han utsågs även till befälhavare för Irans Pasdaran (från mars 1979 till 1981) och ledde de militära operationerna i Kurdistan, där kurderna gjorde uppror mot den islamiska regimen. Han tjänstgjorde som försvarsminister från september 1979 till 1980, (den första civila försvarsministern i den islamiska republiken).
I mars 1980 valdes han in i Irans parlament (majlis) som representant för Teheran.

## Död
Chamran ledde en infanterienhet under Iran-Irakkriget. Han skadades två gånger av granatsplitter. Dock vägrade han att lämna sin enhet.  Senare dödades han i kriget i Dehlavieh den 20 juni 1981. Detaljerna kring hans död är oklara. Chamran begravdes på Behesht-e Zahra i Teheran.

## Eftermäle
Efter Chamrans död proklamerade Khomeini Chamran som  "stolt islamisk ledare". Chamran fick postumt en hjältestatus, och många byggnader och gator i Iran och Libanon har uppkallats efter honom. Flera biografier har publicerats. År 2013 uppkallades nattfjärilsarten Anagnorisma chamrani efter Chamran. År 2014 kom en film med titeln Che som skildrar de två sista dagarna i Chamrans liv.